# Чистоуст

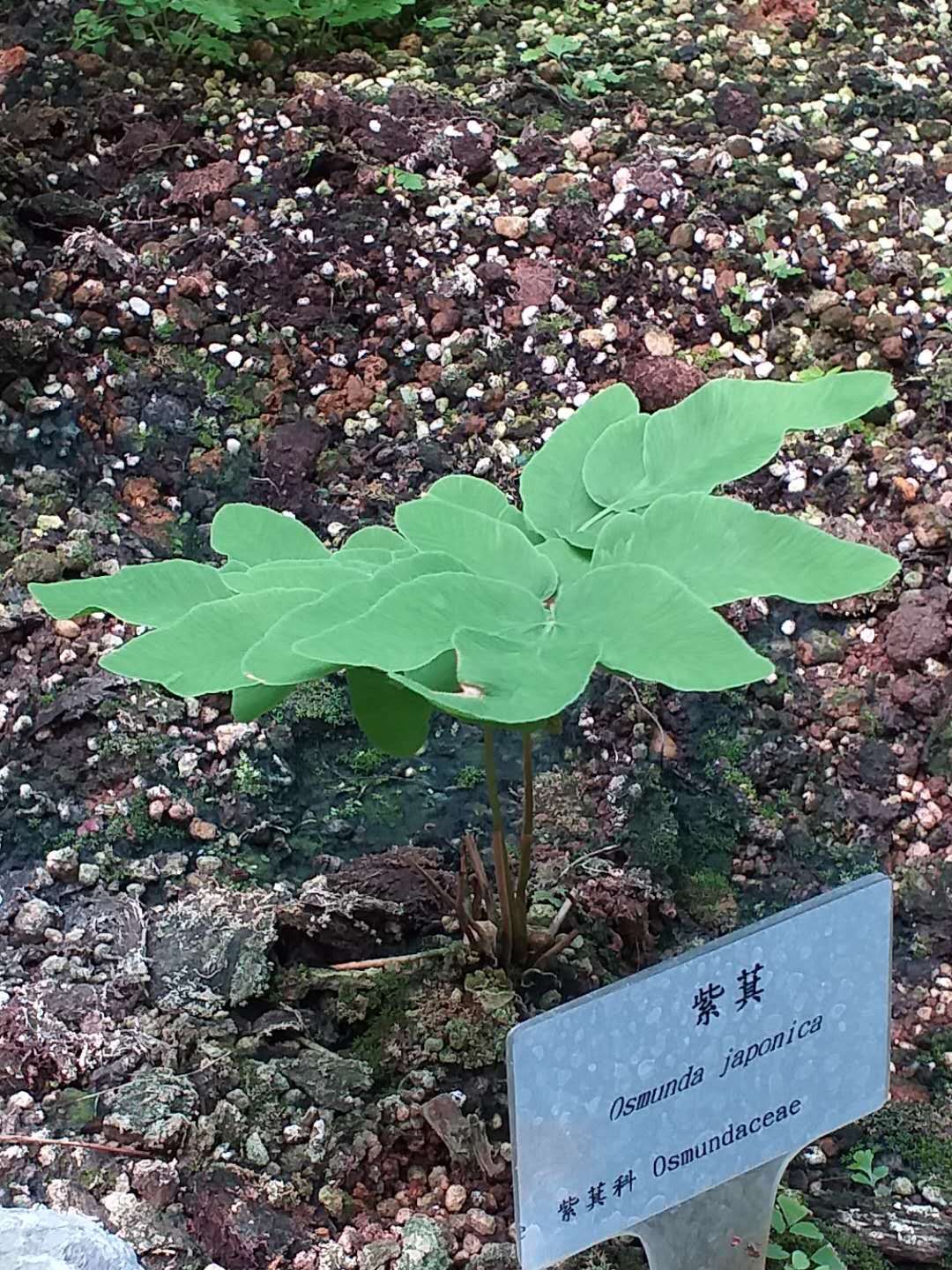
Молодой побег

Чистоу́ст, или Осму́нда (лат. Osmúnda) — род папоротников семейства Чистоустовые, насчитывает около девяти видов.
Некоторые виды используются в любительском и промышленном цветоводстве.

## Ботаническое описание

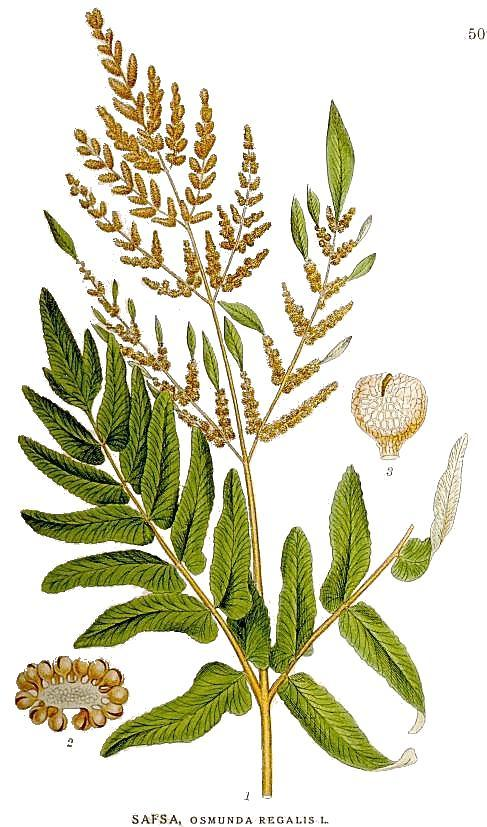

Корневище короткое, вверх направленное, иногда у старых экземпляров некоторых видов формируется короткий надземный ствол.
Вайи крупные, кожистые, у видов умеренного климата — опадающие на зиму, у тропических — вечнозелёные, перистые или двоякоперистые, ярко-зелёные, образуют плотный красивый куст высотой 60—100 (до 200) см. У части видов (осмунда коричная) вайи резко диморфные (споронесущие вайи лишены фотосинтезирующих лопастей), у других спороносят верхние (у осмунды королевской) или средние (у осмунды Клэйтона) сегменты вайи.
Спорангии без индузиев, споры зелёные, фотосинтезирующие, очень быстро теряющие способность к прорастанию.

## Название
Научное латинское название происходит от лат. os — рот, уста и mundus — чистый. Русское название является калькой с латинского.
По другой версии, название происходит от слова «Осмунд» («Асмунд») — имени Тора у древних саксов и, вероятно, связано с важным магическим значением единственного европейского вида этого рода в раннем Средневековье.

## Распространение
Влажные, часто сильно заболоченные леса в районах с климатом от умеренного до тропического. Встречаются от Атлантической Европы и Западного Кавказа до Восточной Азии (где обитает большинство современных видов) и восточных районов Северной Америки.
Ископаемые остатки обнаружены практически на всех континентах, в том числе в триасовых отложениях Антарктиды.

## Виды
По информации базы данных The Plant List (на июль 2016) род включает 10 видов:
- Osmunda abyssinica (Kuhn) A.E.Bobrov
- Osmunda angustifolia Ching
- Osmunda claytoniana L.
- Osmunda japonica Thunb. — Чистоуст японский
- Osmunda lancea Thunb.
- Osmunda mildei C.Chr.
- Osmunda nipponica Makino
- Osmunda regalis L. typus[7] — Чистоуст величавый, или Чистоуст королевский
- Osmundamunda × ruggii R.M. Tryon
- Osmundamunda vachellii Hook.